# 兵庫県道202号林崎港線
兵庫県道202号林崎港線（ひょうごけんどう202ごう はやしさきこうせん）は、兵庫県明石市を通る一般県道である。

## 概要
明石市林2丁目から明石市林崎町2丁目に至る。

### 路線データ
- 起点：明石市林2丁目（林崎漁港）
- 終点：明石市林崎町2丁目（林神社南交差点、兵庫県道718号明石高砂線交点）
- 総延長：422 m

## 路線状況

### 重複区間
- 兵庫県道554号姫路明石自転車道線（明石市林2丁目）

## 地理

### 通過する自治体
- 明石市

### 交差する道路
| 交差する道路                                 | 交差する場所 | 交差する場所          |
| -------------------------------------------- | ------------ | --------------------- |
| 兵庫県道554号姫路明石自転車道線 重複区間起点 | 林2丁目      |                       |
| 兵庫県道554号姫路明石自転車道線 重複区間終点 | 林2丁目      |                       |
| 兵庫県道718号明石高砂線                      | 林崎町2丁目  | 林神社南交差点 / 終点 |

### 沿線
- 林崎漁港
- 林崎漁業協同組合
- 戎神社
- 天戎神社
- 高浜川
- 明石市立林小学校